# Gürcü Hatun
Gürcü Hatun (aussi nommée Gurji Khatuni, en géorgien : გურჯი-ხათუნი) fut l'épouse favorite de Kay Khusraw II, sultan seldjoukide de Roum en 1237-1246.

## Biographie
Gürcü Hatun naquit sous le nom chrétien de Tamar. Elle était la fille de la reine géorgienne Rousoudan Ire et de son époux Mughis ad-Dîn Ghias ad-din, fils de Muhammad Muhi-ad-Dîn Tugrul Chah, émir d’Erzurum, un fils de Kılıç Arslan II, sultan Seldjoukide de Roums, qui s'était converti au christianisme orthodoxe pour son mariage. Rousoudan offrit la main de sa fille au sultan Kay Khusraw II en 1237 pour assurer la paix avec les Seldjoukides d'Anatolie.
À l'origine, Tamar resta chrétienne mais elle dut embrasser l'Islam et accepta de changer son nom pour celui de Gürcü Hatun, afin d'éviter les conflits familiaux. On dit que le soleil qui était représenté sur les pièces anatoliennes de l'époque représentait Tamar et le lion des mêmes pièces symbolisait le sultan en personne. Cet emblème, connu sous le nom de shir-u hurshid (Lion et Soleil), deviendra plus tard très répandu dans le monde islamique, bien que ses origines remontent à beaucoup plus tôt. Après la mort de Kay Khusraw II en 1246, le gouvernement du sultanat de Roum fut saisi par le Pervâne Mu`in ad-Dîn Suleyman qui épousa Gürcü Hatun.
Gürcü est surtout connue pour avoir été une mécène des arts et des sciences, et d'avoir été en bons termes avec le fameux poète soufi Jalal Ud Din Rumi en particulier. Elle favorisa également la construction de la tombe du poète à Konya, en Turquie.

## Famille
Gürcü Hatun avait épousé en 1237 son cousin seldjoukide Kay Khusraw II, sultan de Roum. Elle eut un fils de cette première union :
- `Ala' ad-Dîn Kay Qubadh II, mort assassiné en 1254.

Elle épousa par la suite le Pervâne Mu`in ad-Dîn Suleyman. Elle eut un autre fils de cette union :
- Mehmed Bey, qui devint l'héritier des Bey de Pervâne.